# Politische Sozialisation
Politische Sozialisation bezeichnet den Vorgang, bei dem Individuen Orientierungsmuster für gesellschaftsbezogene Fragestellungen erwerben. Da die Sozialisation sich auf die gesamte bewusste wie unbewusste Aneignung von Kenntnissen und Fähigkeiten, Einstellungen und Werten bezieht (Internalisierung), ist der Begriff äußerst komplex und im Zusammenhang mit der politischen Kultur und Bildung zu verstehen.

## Begriffsinhalt
Der Mensch muss im Verlauf seines Lebens einerseits lernen, was die Gesellschaft, in die er hineingeboren wird, von ihm erwartet, andererseits wie er diese Erwartungen erfüllen kann.
Sozialisation bezeichnet zunächst den Prozess, bei dem die Individuen die Normen, Werte und Verhaltensweisen erwerben, die von der Gruppe oder Gesellschaft als wesentlich erachtet werden, um ihren Anforderungen entsprechen zu können.
Dabei handelt es sich um einen wechselseitigen Vorgang: Die Gesellschaft prägt das ihr genehme Verhalten der (lernenden) Individuen, die ihrerseits die Gesellschaft beeinflussen, an deren Entwicklung somit aktiv beteiligt sind.
Die politische Sozialisation bezieht sich dabei auf die Verhaltensweisen und Grundeinstellungen, die zur Rolle des Individuums in einer bestimmten Nation gehören und Bezug zum öffentlichen Leben haben, etwa die Bereitschaft, an politischen Prozessen teilzunehmen.

## Politisches Wissen und politische Sozialisation
Eine wichtige Grundlage für die spätere politische Beteiligung und die Herausbildung einer politischen Meinung liegt in der Vermittlung von politischem Wissen im Kinder- und Jugendalter.
In der Demokratie wird das politische Wissen zum Kern der politischen Sozialisation, da es den Einzelnen dazu befähigt, seine Rolle als mündiger Bürger wahrzunehmen und so die Legitimität des politischen Systems zu sichern. Je mehr Wissen über Politik eine Person hat, desto höher ist auch ihr politisches Interesse und ihre subjektive politische Kompetenz. Die subjektive Kompetenz umschreibt, inwiefern eine Person sich in der Lage sieht, Politik zu verstehen und infolge der eigenen Fähigkeiten Einfluss auf die Politik zu nehmen.
Dieser Zusammenhang ist für die politische Sozialisation entscheidend. Denn das politische Wissen wirkt sich nicht nur positiv auf das Interesse und das Kompetenzgefühl aus. Andersherum führen ein gesteigertes politisches Interesse und das Vertrauen in die eigenen politischen Fähigkeiten auch dazu, dass man für den weiteren Wissenserwerb motiviert wird. So entsteht ein kreislaufähnlicher Zusammenhang, in dem sich eine positive Entwicklung verstärkt, Defizite jedoch auch zu einer Art Abwärtsspirale führen können.

## Forschungsansätze
Bei der politischen Sozialisationsforschung kann zwischen Instanzen, Prozessen und Inhalten unterschieden werden.

### Instanzen
Bei den Instanzen richtet sich das Augenmerk auf Institutionen und Akteure, die ihrerseits holzschnittartig in drei Bereiche unterteilt werden: Man differenziert zwischen der primären Instanz, zu der etwa die Familie oder informelle Freundschaftsgruppen gehören, der sekundären wie Schule und Jugendarbeit und der tertiären, zu der politische und gesellschaftliche Einrichtungen zählen, etwa Politische Parteien, Verbände und Kirchen. Eine klare zeitliche oder hierarchische Reihenfolge kann indes empirisch nicht belegt werden, da die Instanzen sich untereinander beeinflussen und verflochten sind.

### Prozesse
Die Kristallisationsthese geht davon aus, dass die frühkindlichen, in der Familie erworbenen Orientierungen für immer wirksam bleiben. Auf diese Weise prägen sie die späteren Werte des politischen Meinens und Handelns. Für die Ergebnisse des Prozesses ist nicht nur entscheidend, wann und von wem, sondern wie etwas übernommen wird. Dabei spielen unterschiedliche Erziehungsstile und Kommunikationsformen eine wichtige Rolle. Neuere Forschungsergebnisse scheinen zu belegen, dass früh erworbene Einstellungen für allgemeine Faktoren – etwa die generelle Bereitschaft politischer Teilnahme – äußerst beharrlich sind.

### Inhalte
Hier kann zwischen Eingaben und Ergebnissen der politischen Sozialisation unterschieden werden. Da empirische Befragungen in erster Linie statische Bilder hervorbringen, Verläufe indes nur durch komplizierte Verfahren zu ermitteln sind, überwiegt der Inhaltsbereich, der sich auf eine Reihung von Daten auf der Zeitachse beschränkt.

## Situation in Deutschland
Forschungen auf diesem Feld bezogen sich in Deutschland nach dem Zweiten Weltkrieg vor allem auf die „misslungene“ politische Sozialisation der Generationen, die den Nationalsozialismus ermöglicht bzw. nicht verhindert hatten.
Die ältere psychoanalytisch geprägte Autoritarismusforschung wie die neueren, aus den Vereinigten Staaten kommenden strukturalistischen Ansätze blickten dabei ebenso auf die Ursachen der deutschen Katastrophe wie auf Möglichkeiten und Erfolge der demokratischen Entwicklung Westdeutschlands.

### Politische Sozialisation bei Kindern und Jugendlichen
Studien zur politischen Sozialisation bei Kindern und Jugendlichen beschäftigen sich unter anderem mit dem Niveau ihres politischen Wissens sowie ihren politischen Orientierungen und wie sich beides im Verlauf der Zeit entwickelt. Eine Befragung von Kindern im Grundschulalter zu Beginn und Ende der ersten Klasse konnte zeigen, dass es in diesem Alter insbesondere die familiäre Sozialisation, aber auch die Herkunft und der sozioökonomische Status des Wohnumfeldes der Kinder sind, die einen entscheidenden Einfluss auf die Entwicklung ihrer politischen Einstellungen und Kenntnisse haben. Die Ergebnisse zeigen, dass die Schule zwar innerhalb des ersten Schuljahres zu einer generellen Steigerung des Niveaus auf allen Gebieten beitragen konnte. Die Niveauunterschiede, die schon zum Beginn des ersten Schuljahres erheblich waren, konnten allerdings innerhalb des ersten Schuljahres nicht ausgeglichen werden, sondern verstärkten sich sogar teilweise. Auch bei Jugendlichen konnte gezeigt werden, dass ihr politisches Wissen, ihr Interesse an Politik und ihr subjektives Kompetenzgefühl nicht nur vom Alter und von der Klassenstufe abhängen, sondern schon früh Unterschiede je nach Schultyp und Geschlecht zu erkennen sind. Diese Unterschiede, die auf Sozialisationseffekte zurückgeführt wurden, nahmen auch hier im Verlauf der Schulzeit nicht ab, sondern eher noch zu.

### Politische Sozialisation und Ungleichheit
Diese Befunde weisen darauf hin, dass familiäre und soziale Kontextfaktoren bei Kindern und Jugendlichen ungleich verteilt sind, und dass sich diese soziale Ungleichheit innerhalb der Schule weiter vertieft. Die Forschung zur aktuellen Situation in Deutschland zeigt, dass die Ausgangsbedingungen von Kindern und Jugendlichen keineswegs von Chancengleichheit bestimmt sind, sondern soziale Herkunft, Geschlecht und Migrationshintergrund eine entscheidende Rolle für den Erfolg ihrer politischen Sozialisation spielen. Der Gleichheitsanspruch des Bildungssystems scheint somit nicht erfüllt, womit im Fall von politischer Bildung auch ungleiche Chancen auf politische und gesellschaftliche Teilhabe einhergehen.